# San Saba (rione di Roma)
San Saba, detto popolarmente il piccolo Aventino, è il ventunesimo rione di Roma, indicato con R. XXI.
Di istituzione recente (benché di antica urbanizzazione), si trova al margine del grande polmone verde e archeologico del complesso Terme di Caracalla - Circo Massimo - Palatino.

## Geografia fisica

### Territorio
Il rione confina con:
Celio, quartieri Ardeatino (Municipio Roma VIII) e Ostiense (Municipio Roma VIII), Testaccio, Ripa.

## Storia

### La chiesa e il monastero

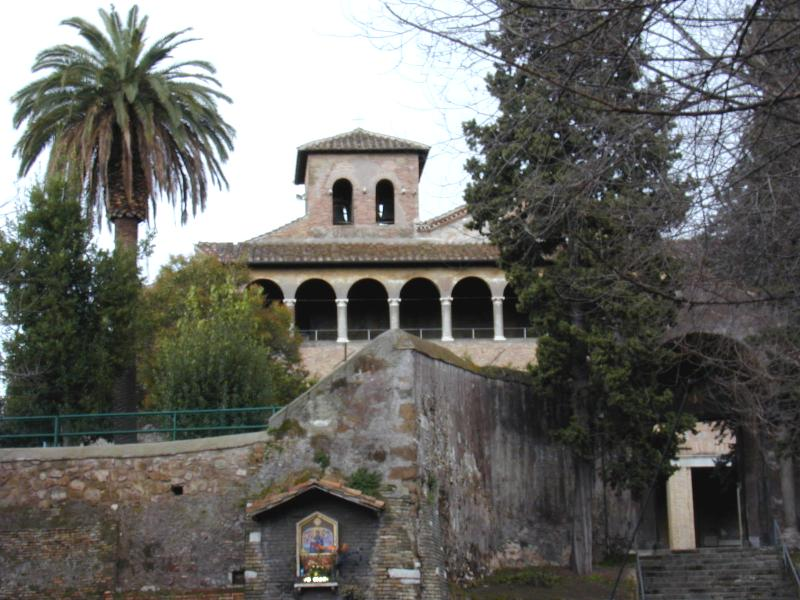
La chiesa di San Saba

Il rione San Saba prende il nome dal monastero e relativa chiesa che furono per secoli dopo la caduta dell'impero la sua unica presenza abitata.
Attorno al VII secolo alcuni eremiti s'insediarono sulle rovine di quella che era stata la caserma (statio) della IV coorte dei vigiles, opportunamente collocata in un luogo da cui si poteva dominare con lo sguardo una gran parte del territorio sudest della città, tra l'attuale Porta San Paolo - che per i romani era Porta Ostiensis - e Porta San Sebastiano - che per i romani era la Porta Appia.
Verso l'VIII secolo, monaci orientali provenienti dalla comunità fondata a Gerusalemme da San Saba presero possesso del sito, e vi istituirono un monastero che nel IX secolo era considerato il più importante della città, e dal quale si irradiava in questi secoli una vivace attività diplomatica verso Costantinopoli e il mondo barbarico.
Il monastero divenne col tempo assai ricco: possedeva, fra l'altro, il castello di Marino e il castello di Palo.
La sua proprietà passò nei secoli dai benedettini ai cluniacensi, ai cistercensi, e dal 1573 al Collegio Germanico-Ungarico, retto dai Gesuiti che lo tengono ancor oggi.

### Il "paese" di oggi

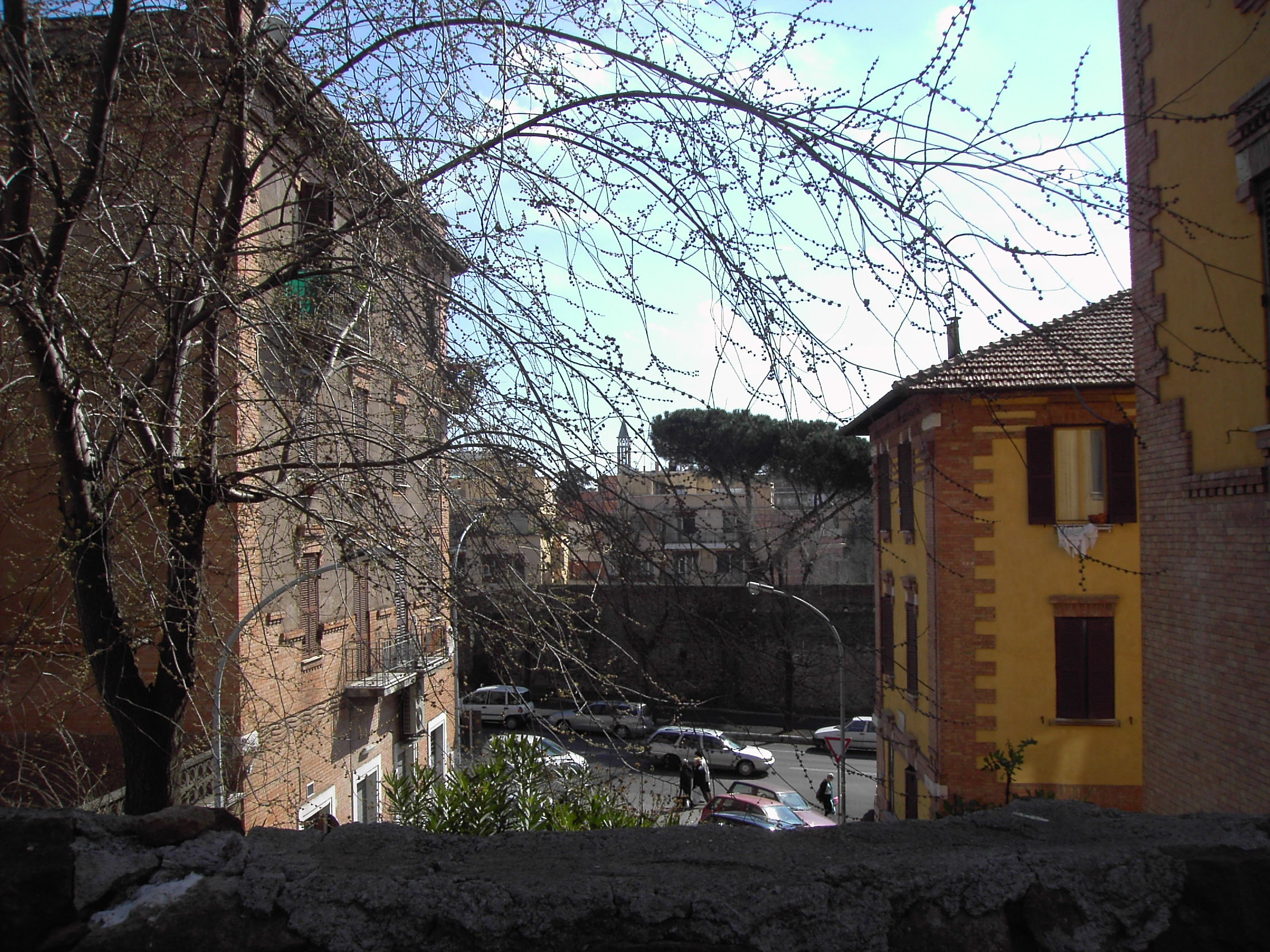
case IACP sulle mura aureliane

Come mostrano le foto dell'epoca, ancora all'inizio del '900 la chiesa e il monastero di San Saba erano in piena campagna. Il primo piano regolatore di Roma (del 1909), produsse nel 1921, fra l'altro, i nuovi rioni popolari di San Saba e Testaccio, gli ultimi due rioni dentro le mura, scorporati dal territorio di Ripa.
Dopo l'unità d'Italia, il piano regolatore di Roma capitale aveva destinato a verde pubblico la zona, contigua alla Passeggiata Archeologica.
Tra il 1907 e il '14 il Blocco Popolare che governava la città in quegli anni (radicali, repubblicani e socialisti, sindaco Ernesto Nathan) fece realizzare dall'Istituto Case Popolari sul Piccolo Aventino, fra la chiesa e le mura, 10 lotti di edilizia residenziale destinati alla piccola borghesia impiegatizia, tra gli ultimi insediamenti residenziali programmati dentro le mura aureliane.
Il rione fu progettato, come le case popolari di Testaccio, dall'allora giovane Quadrio Pirani, e in onore dell'intenzione programmatoria le strade ebbero nomi di grandi architetti: Gian Lorenzo Bernini e Francesco Borromini, Baccio Pontelli e il Palladio, Pirro Ligorio e il Bramante e via architettando danno il proprio nome a vie tranquille, larghe il giusto, alberate.
Situato com'è sulla spianata in cima ad un cocuzzolo, il rione è percorso da salite e scalinate che digradano verso le mura o verso il sottostante Testaccio.
Le case "popolari" sono villini bifamiliari ognuno con il suo giardinetto, e palazzine di non più di 4 piani, con appartamenti luminosi e cortili spaziosi, ognuna rivestita di una cortina di mattoni dello stesso colore della cortina antica della chiesa e delle mura.

### Stemma
D'azzurro al crescente lunare d'argento in capo e l'arco di Diana d'argento in punta (allusivo a Diana Aventina).

## Monumenti e luoghi d'interesse

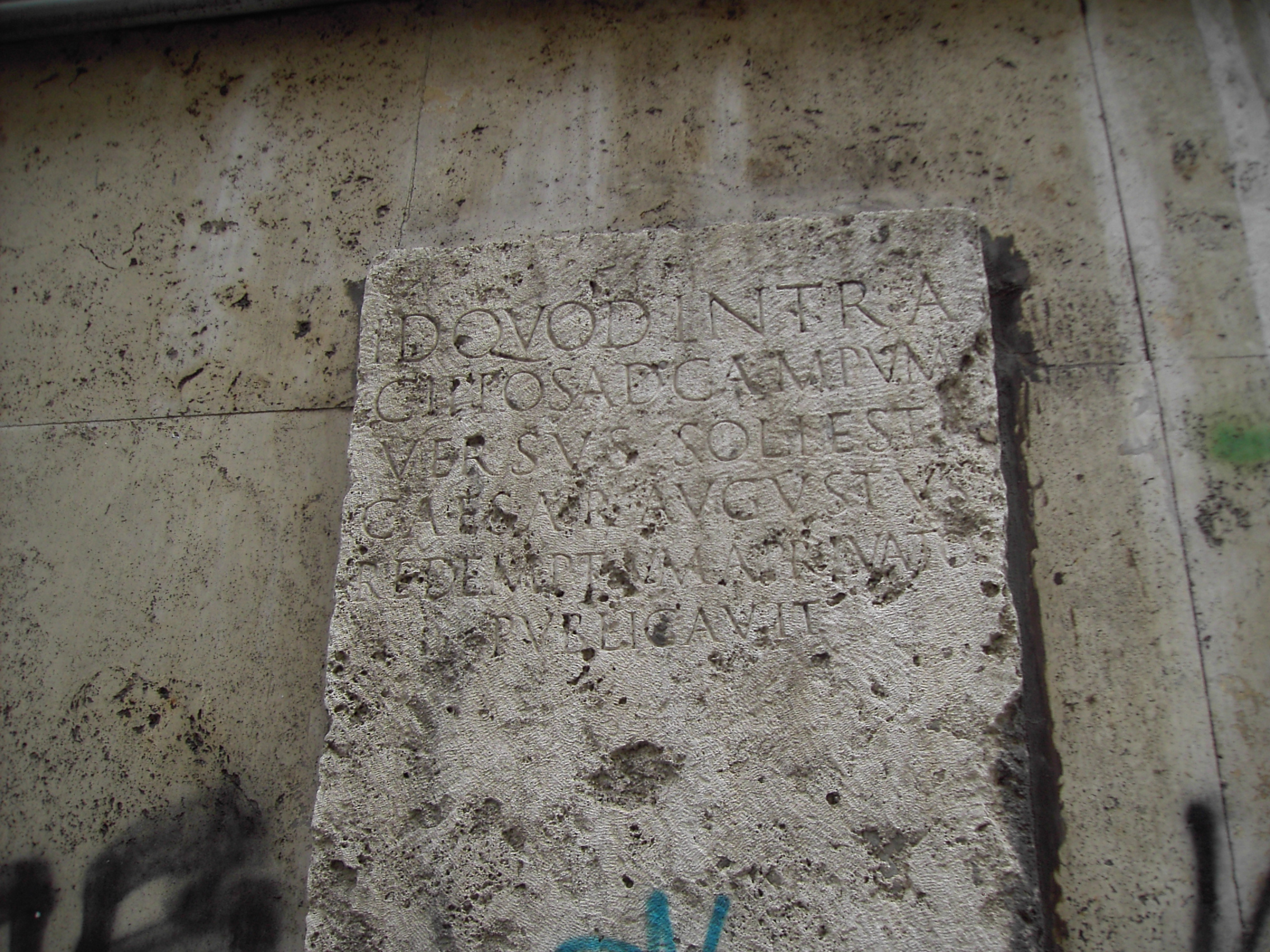
ID QVOD INTRA / CIPPOS AD CAMPVM / VERSVS SOLI EST / CAESAR AVGVSTVS / REDEMPTVM A PRIVATO / PVBLICAVIT
cippo (murato sulla facciata di un condominio del 1930) che ricorda come Augusto rese pubblici i terreni su cui oggi sorge la parte nuova del rione

### Architetture civili
- Casina del Cardinal Bessarione, su via di Porta S. Sebastiano. Edificio del XV secolo.
- Palazzo delle Poste, su via Marmorata. Edificio del XX secolo (1933-35).[2]

Progetto dell'architetto Adalberto Libera con la collaborazione di Mario De Renzi.
- Palazzo FAO, tra via delle Terme di Caracalla e viale Aventino. Edificio del XX secolo (1951).

L'enorme immobile, inaugurato nel 1951, era stato commissionato e iniziato durante il fascismo (1938, architetti Vittorio Cafiero, che aveva steso il piano regolatore di Asmara, e Mario Ridolfi), come sede del Ministero dell'Africa italiana. L'attuale viale Aventino - aperto in quegli anni - era stato giustappunto denominato Viale Africa, denominazione poi passata a un viale dell'EUR.

### Architetture religiose
- Basilica di San Saba, su piazza Gian Lorenzo Bernini.
- Basilica di Santa Balbina all'Aventino, su viale Guido Baccelli.
- Chiesa dei Santi Nereo e Achilleo, su viale delle Terme di Caracalla.
- Chiesa di San Cesareo de Appia, su via di Porta S. Sebastiano.
- Chiesa di San Cesareo in Palatio, su via di Porta S. Sebastiano.

#### Scomparse
- Cappella di Santa Maria dell'Arco in un Torrione

### Siti archeologici
- Terme di Caracalla

### Altro
- Monumento a Giorgio Castriota Scanderbeg, in piazza Albania. Bronzo del 1939.

Opera dello scultore Romano Romanelli.

## Geografia antropica

### Piazze
- Piazza Albania
- Largo Bruno Baldinotti
- Piazza Gian Lorenzo Bernini
- Largo Enzo Fioritto
- Piazzale Numa Pompilio
- Piazza di Porta Capena
- Piazza Remuria
- Largo delle Vittime del Terrorismo

### Strade
- Via Leon Battista Alberti
- Via Antonina
- Via Antoniniana
- Via Aventina
- Viale Aventino
- Via Guido Baccelli
- Via Francesco Borromini
- Via Bramante
- Via Lucio Fabio Cilone
- Via Giacomo Della Porta
- Via Annia Faustina
- Viale Giotto
- Via Guerrieri
- Via Pirro Ligorio
- Via Carlo Maderno
- Via Vincenzo Camuccini
- Viale Marco Polo

- Via Andrea Palladio
- Via Baldassarre Peruzzi
- Via Bartolomeo Pinelli
- Via Giovanni Battista Piranesi
- Via Baccio Pontelli
- Via Flaminio Ponzio
- Viale di Porta Ardeatina
- Via Ercole Rosa
- Via di San Saba
- Via di Santa Sabina
- Via Giovanni Tata
- Via delle Terme di Caracalla
- Via di Valle delle Camene
- Via di Villa Pepoli
- Via Federico Zuccari
- Via Carlo Maratta